# Tuchinawa
El tuchinawa (també Tuchinaua, Tuxináwa) és una lengua ameríndia actualment extingida que pertany al grup pano de les llengües pano-tacanes, que anteriorment parlava el poble del mateix nom, que vivia a l'estat d'Acre, al Brasil. És similar al yawanawa